# Narvalina
 Narvalina   Cass., 1825 è un genere di piante angiosperme dicotiledoni della famiglia delle Asteraceae, sottofamiglia Asteroideae, tribù Coreopsideae e sottotribù Coreopsidinae.

## Etimologia
Il nome scientifico del genere è stato definito dal botanico Alexandre Henri Gabriel de Cassini (1781-1832) nella pubblicazione " Dictionnaire des Sciences Naturelles, dans lequel on traite méthodiquement des différens êtres de la nature, considérés soit en eux-mêmes, d'aprés l'état actuel de nos connoissances, soit relativement à l'utilité quén peuvent retirer la médecine, l'agriculture, le commerce et les arts. Strasbourg. Edition 2" ( Dict. Sci. Nat., ed. 2. [F. Cuvier] 38: 17) del 1825.

## Descrizione
Portamento. L'habitus delle piante di questo genere è arbustivo.
Fusto. La parte aerea in genere è eretta, semplice o ramosa. La parte ipogea del fusto può essere rizomatosa o simile a quella delle Cormofite. 
Foglie. Le foglie lungo il caule sono disposte in modo opposto. Le foglie sono sessili o picciolate. Le forme delle lamine sono semplici e variano da obovate a ellittiche. I margini sono interi o dentati. Le superfici sono glabre o pelose; la consistenza è succulenta.
Infiorescenza. Le sinflorescenze sono formate da capolini terminali raccolti in aperti panicoli. Le infiorescenze vere e proprie sono composte da un capolino peduncolato di tipo radiato. I capolini sono formati da un involucro, con forme da turbinate a campanulate, composto da diverse brattee al cui interno un ricettacolo fa da base ai fiori di due tipi: fiori del raggio e fiori del disco. Le brattee sono persistenti, sono dimorfe, hanno dimensioni scalate e sono disposte su 3 serie. Quelle esterne sono erbacee, quelle più interne variano da membranose a coriacee. I margini delle brattee possono essere scariosi. I ricettacoli, strutture alla base dei fiori, sono piani e sono provvisti di pagliette a protezione dei fiori stessi.
Fiori.  I fiori sono tetra-ciclici (formati cioè da 4 verticilli: calice – corolla – androceo – gineceo) e pentameri (calice e corolla formati da 5 elementi). Si distinguono in:
- fiori del raggio (esterni): sono femminili e sono disposti su una o più serie; la forma è ligulata (zigomorfa);
- fiori del disco (centrali): hanno forme brevemente tubulose (attinomorfe); sono ermafroditi o funzionalmente staminali.

- Formula fiorale:

*/x K {\displaystyle \infty }, [C (5), A (5)], G 2 (infero), achenio 
- Calice: i sepali del calice sono ridotti ad una coroncina di squame.

- Corolla:

- fiori del raggio: la forma della corolla alla base è più o meno tubulosa-imbutiforme, mentre all'apice è ligulata; di solito sono colorate di giallo; le ligule sono bilobate o trilobate;
- fiori del disco: la forma è tubulare bruscamente divaricata in 5 lobi (corolle pentamere, qualche volta tetramere, raramente esamere o trimere); i lobi, patenti o eretti, hanno una forma deltata o più o meno lanceolata; il tubo è breve o di lunghezza uguale alla gola; il colore è giallo in tenso.

- Androceo: l'androceo è formato da 5 stami sorretti da filamenti generalmente liberi; gli stami sono connati e formano un manicotto circondante lo stilo.[10] Le appendici delle antere hanno delle forme ovate. Sono presenti dei prominenti canali resinosi. Il polline è sferico con un diametro medio di circa 25 micron;  è tricolporato (con tre aperture sia di tipo a fessura che tipo isodiametrica o poro) ed è echinato (con punte sporgenti).

- Gineceo: l'ovario è infero uniloculare formato da 2 carpelli.[10] I bracci dello stilo (gli stigmi) sono provvisti di apici deltati e sono densamente papillosi.

Frutti. I frutti sono degli acheni con pappo. La forma è ob-compressa. Hanno la consistenza del sughero o sono alati. Il pappo è persistente ma fragile ed è formato da 2 barbe o reste.

## Biologia
Impollinazione: l'impollinazione avviene tramite insetti (impollinazione entomogama tramite farfalle diurne e notturne).

Riproduzione: la fecondazione avviene fondamentalmente tramite l'impollinazione dei fiori (vedi sopra).

Dispersione: i semi (gli acheni) cadendo a terra sono successivamente dispersi soprattutto da insetti tipo formiche (disseminazione mirmecoria). In questo tipo di piante avviene anche un altro tipo di dispersione: zoocoria. Infatti gli uncini delle brattee dell'involucro (se presenti) si agganciano ai peli degli animali di passaggio disperdendo così anche su lunghe distanze i semi della pianta. Inoltre per merito del pappo (se presente) il vento può trasportare i semi anche a distanza di alcuni chilometri (disseminazione anemocora).

## Distribuzione e habitat
Le specie di questo genere sono distribuite ad Haiti e nella Repubblica Domenicana.

## Sistematica
La famiglia di appartenenza di questa voce (Asteraceae o Compositae, nomen conservandum) probabilmente originaria del Sud America, è la più numerosa del mondo vegetale, comprende oltre 23.000 specie distribuite su 1.535 generi, oppure 22.750 specie e 1.530 generi secondo altre fonti (una delle checklist più aggiornata elenca fino a 1.679 generi). La famiglia attualmente (2021) è divisa in 16 sottofamiglie; la sottofamiglia Asteroideae è una di queste e rappresenta l'evoluzione più recente di tutta la famiglia.

### Filogenesi
Il gruppo di questa voce è descritto nella sottotribù Coreopsidinae caratterizzata da capolini sotteso da una (o più) brattee fogliacee, da foglie con una disposizione opposta e da bracci dello stilo più corti dell'area stigmatica.
I caratteri distintivi del genere sono:
- le foglie sono semplici;
- gli acheni hanno un pappo con due reste.
- queste piante sono endemiche dell'isola di Hispaniola.

### Elenco delle specie
Questo genere ha 2 specie:
- Narvalina antrorsa Pruski
- Narvalina domingensis  (Cass.) Less.

### Sinonimi
Sono elencati alcuni sinonimi per questa entità:
- Needhamia Cass.